# Gasto energético
El gasto energético es la relación entre el consumo de energía y la energía que necesita el organismo.Para mantener el organismo en equilibrio la energía consumida debe de ser igual a la utilizada, o sea que las necesidades energéticas diarias han de ser igual al gasto energético total diario. 
Si se consume más energía de la necesaria engorda y si se consume por debajo de las necesidades se entra en desnutrición y por ende se adelgaza al utilizar las reservas de energía del organismo. 
El organismo no es una excepción al primer principio de la  termodinámica.
La energía se define como la capacidad para trabajar en distintas funciones. En el estudio de la nutrición, se refiere a la manera en la que el cuerpo utiliza la energía localizada en las uniones químicas dentro de los alimentos. En el organismo, la energía se libera mediante el metabolismo de los alimentos, los cuales deben suministrarse regularmente para satisfacer las necesidades energéticas para la supervivencia del cuerpo. Si bien, a la larga, toda la energía aparece en forma de calor, el cual se disipa hacia la atmósfera, los procesos únicos que ocurren dentro de las células hacen posible primero su uso para todas las tareas que se requieren para mantener la vida. Entre estos procesos se encuentran reacciones químicas que llevan a cabo la GUP síntesis y mantenimiento de los tejidos corporales, conducción eléctrica de la actividad nerviosa, el trabajo mecánico del esfuerzo muscular y la producción de calor para mantener la temperatura corporal.(1)

## Gasto energético
El gasto energético es la relación entre el consumo de energía y la energía necesaria por el organismo. Para que el organismo pueda mantener su equilibrio, la energía consumida debe de ser igual a la utilizada, o sea que las necesidades energéticas diarias han de ser igual al gasto energético total diario. 
El cuerpo humano gasta la energía a través de varias maneras en las que destacan: en la forma de gasto energético de reposo, actividad voluntaria (física) y el efecto térmico de los alimentos . Excepto en sujetos extremadamente activos, el GER constituye la mayor porción del gasto energético total . La contribución de la actividad física varía mucho entre los individuos.
El conjunto del gasto energético podemos dividirlo en:
-Tasa metabólica basal
-Gasto de actividad Física
-Acción dinámica de los alimentos

## Gasto metabólico basal o metabolismo basal
Depende de la masa celular activa, es decir, del número y tamaño de células activas que posee un organismo. La masa celular activa varía de una persona a otra según:
- Tamaño y composición corporal
- Edad
- Etapa de crecimíento

La energía que se emplea en el metabolismo basal está destinada a:
- Metabolismo celular (50%)
- Síntesis de moléculas, sobre todo de proteínas (40%)
- Trabajo mecánico interno (movimiento de los músculos respiratorios, contracción del corazón, etc) (10%)

Es el estado en el que se consume energía para las actividades mecánicas que brindan sostén a los procesos vitales, como respiración y circulación, se sintetizan constituyentes orgánicos, se bombean iones a través de las membranas y se conserva la temperatura corporal. La mitad de la energía consumida se emplea para satisfacer las necesidades metabólicas del sistema nervioso. Los términos Tasa Metabólica Basal y Gasto energético en reposo, a menudo tienden a confundirse, la diferencia está en la medición de ambos. 
La Tasa metabólica basal se mide en la mañana, con el cuerpo en descanso físico y mental completo, relajado, después de que el sujeto se despierta y está en estado de postabsorción (10 – 12 horas después de última comida) y esta representa entre el 60 – 75% del Gasto energético total; mientras que el Gasto energético en reposo, se mide en cualquier momento del día y 3 a 4 horas después de la última comida.
El metabolismo basal diario se puede calcular de manera aproximada de la siguiente forma, según Harris-Benedict:
Hombre: 66,473 + (13,752 x peso (kg)) + (5,0033 x estatura (cm)) - (6,775 x edad (años)); 
Mujer: 655,0955 + (9,563 x peso (kg)) + (1,850 x estatura (cm)) - (4,676 x edad (años))

## Factores que afectan la Tasa Metabólica Basal
Tamaño y composición corporal, que se relacionan con la pérdida de calor y de energía que se requieren para mantener la masa muscular magra en reposo.
Los periodos de crecimiento rápido, como en los primeros dos años de vida, así como durante el embarazo.
Las secreciones de las glándulas endocrinas, en particular hormonas tiroideas (tiroxina) y norepinefrina, reguladores principales de la tasa metabólica. Cuando el suministro es inadecuado, el metabolismo basal puede caer hasta un 30 – 50%. Una glándula tiroides muy activa puede aumentar la TMB a casi el doble de la cantidad normal.
Durante el sueño, la TMB disminuye aproximadamente en un 10% respecto a los niveles medidos en sujetos despiertos.
Los episodios de fiebre o enfermedad, aumentan la TMB aproximadamente en 7% por cada grado de elevación de la temperatura corporal superior a 37 °C.
Temperaturas ambientales extremas. Personas que viven en climas tropicales por lo general tienen una TMB de 5 – 20% más elevados que aquellas en áreas templadas.

## Efecto térmico de los alimentos
También llamado proceso de Termogénesis, es la energía que se requiere para digerir, absorber y metabolizar los nutrientes. Aunque anteriormente se pensaba que esta energía era la necesaria para metabolizar proteínas, ahora parece ser el resultado de la síntesis de grasas y glucógeno a partir de carbohidratos. El consumo de carbohidratos o grasas aumenta la tasa metabólica cerca del 5% de calorías totales consumidas. Si la ingesta consta de proteínas de forma exclusiva la tasa metabólica aumenta cerca del 25%. Sin embargo, estos efectos disminuyen cuando los alimentos se mezclan en cada comida. Por lo general, el gasto por termogénesis se calcula en un 10% del gasto energético total. 
Cuando la comida es seguida de ejercicio, el (ETA) casi se duplica (2), proceso llamado Termogénesis adaptativa, la cual también es estimulada por el frío, la cafeína y la nicotina. Se ha demostrado que la cantidad de cafeína en una taza de café dada cada 2 horas durante 12 horas aumenta la ETA en un 8-11% (3). La nicotina tiene un efecto similar. 
Todo el trabajo empleado en la digestión, transporte y almacenamiento de nutrientes ocasiona un gasto energético que puede cifrarse, como promedio, en un 8 – 10 % del contenido energético del alimento ingerido.
La termogénesis de los alimentos es cualquier cambio en el gasto energético inducido por la dieta y es mayor aproximadamente 1 hora después de la ingesta y desaparece aproximadamente a las 4 horas después de la ingesta. Esta termogénesis es la energía que se requiere “invertir” para los procesos de digestión, absorción y metabolismo de los nutrientes obtenidos a través de los alimentos.

### Termogénesis Adaptativa
La termogénesis también llamada termorregulación, es el proceso de cuando los seres humanos y otros organismos producen calor, lo cual es una pequeña contribución al gasto energético total. El calor que se produce en la termogénesis de adaptación es producida cuando el cuerpo gasta energía debido a una actividad física no voluntaria desencadenada por condiciones ambientales de frío, o debido a una ingesta excesiva de alimentos. Algunos ejemplos de actividades no voluntarias son, el movimiento por intranquilidad, escalofrío cuando hace frío, mantenimiento del tono muscular, y el tratar de mantener el cuerpo vertical cuando no se está acostado. Algunos estudios demuestran que las personas pueden controlar el aumento de peso mediante la termogénesis aunque no todas las personas experimentan suficiente como para regular su peso.
El tejido adiposo pardo es una variación de tejido adiposo que tiene gran participación en la termogenésis, la apariencia parda tiene mucho que ver con la gran cantidad de capilares que contiene; la podemos encontrar en los animales en hibernación, pues la ocupan para generar calor en los fríos meses de invierno y también en pequeñas cantidades en los lactantes pues se ha encontrado que en esta etapa el 5% del peso corporal es de grasa parda. La diferencia de la grasa parda con la grasa normal es que tiene una proteína "desacopladora" que utiliza el alimento que se consume para generar calor al cuerpo en lugar de crear energía en forma de ATP.

### Termogénesis inducida por la temperatura ambiente
Para mantener constante la temperatura corporal a 36.5 °C.

## Actividad física diaria
La contribución de la actividad física diaria al Gasto energético total es muy variable, pudiendo ir desde un 10% hasta un 50% (atleta). Este gasto varía considerablemente dependiendo del tamaño corporal, de la masa muscular magra y de los hábitos individuales de movimiento. Los patrones de actividad física varían con la edad, los niños por lo general son más activos que los ancianos. El ejercicio aeróbico y un aumento de la masa muscular pueden incrementar esta tasa.
Es la parte más variable del gasto energético diario e incluye a la actividad física espontánea (ej. movimiento de las manos al hablar, corrección de la postura mientras se permanece sentado, gestos de la cara, etc) como la voluntaria (trabajo, deporte, etc).